# Ferdinand Tige
Ferdinand Tige (n. 21 septembrie 1719, Sibiu, Monarhia Habsburgică – d. 21 septembrie 1811, Viena, Imperiul Austriac) a fost un general imperial, comandantul militar al Transilvaniei. Spre sfârșitul vieții s-a mutat de la Sibiu la Viena, unde a fost din 1796 până în 1801 președintele Consiliului Aulic de Război (precursorul Ministerului Apărării).

## Familia
Tatăl său a fost generalul Carl Tige (scris și Tiege), de asemenea comandant militar al Transilvaniei. Acesta și familia sa au primit în anul 1726 titlul de conte. Anterior a fost baron, fiind menționat ca atare pe Stâlpul lui Vodă din 1717.